# STANAG 4089
Le STANAG 4089 est un accord de normalisation OTAN visant l'emploi de cibles standardisées afin d'utiliser une méthode unique d’évaluation des performances et établissement d'un programme d’essais pour les armes antichars.

## Description
Les cibles OTAN dites « simples » représente le glacis d'un char tandis que les cibles dites « triples » représentent le flanc du char frappé sous incidence. L'appellation triple provient du fait que la cible est composées de trois plaques d'acier simulant le pré-blindage latéral (jupe), le galet de roulement et le côté de la caisse du char.

## Référentiel
| Appellation             | Incidence | Épaisseur de la plaque d'acier | Indice de dureté  | Épaisseur de la lame d'air | Épaisseur de la seconde plaque d'acier | Indice de dureté  | Épaisseur de la seconde lame d'air | Épaisseur de la troisième plaque d'acier | Indice de dureté  |
| ----------------------- | --------- | ------------------------------ | ----------------- | -------------------------- | -------------------------------------- | ----------------- | ---------------------------------- | ---------------------------------------- | ----------------- |
| Cible Simple Char Moyen | 60°       | 130 mm                         | -                 |                            |                                        |                   |                                    |                                          |                   |
| Cible Simple Char Lourd | 60°       | 150 mm                         | 260 à 300 kgf/mm2 |                            |                                        |                   |                                    |                                          |                   |
| Cible double char moyen | 60°       | 40 mm                          | -                 | 150 mm                     | 90 mm                                  | -                 |                                    |                                          |                   |
| Cible Double Char Lourd | 60°       | 40 mm                          | 308 à 353 kgf/mm2 | 150 mm                     | 110 mm                                 | 260 à 300 kgf/mm2 |                                    |                                          |                   |
| Cible Triple Char Moyen | 65°       | 10 mm                          | -                 | 330 mm                     | 25 mm                                  | -                 | 330 mm                             | 60 mm                                    | -                 |
| Cible Triple Char Lourd | 65°       | 10 mm                          | 412 à 438 kgf/mm2 | 330 mm                     | 25 mm                                  | 100 à 122 kgf/mm2 | 330 mm                             | 80 mm                                    | 308 à 353 kgf/mm2 |

## Indicateurs de performances
| Appellation de la munition | Canon d'emploi     | Calibre      | Pays d'origine                  | Introduction           | Type de munition         | Vitesse initiale       | Distance de perforation en mètres de la Cible Simple Char Lourd | Distance de perforation en mètres de la Cible Triple Char Lourd |
| -------------------------- | ------------------ | ------------ | ------------------------------- | ---------------------- | ------------------------ | ---------------------- | --------------------------------------------------------------- | --------------------------------------------------------------- |
| OFL 90 F1                  | 90 F3 et 90F4      | 90 mm        | France                          | -                      | obus-flèche              | 1 275 m/s              | à la bouche                                                     | 600 m                                                           |
| OFL 105 G1                 | 105-57 et 105 G1   | 105 mm       | France                          | -                      | obus-flèche              | 1 475 m/s              | 1 000 m                                                         | 1 200 m                                                         |
| OFL 105 F3                 | 105 F2             | 105 mm       | France                          | 1987                   | obus-flèche              | 1400 m/s               | 1 200 m                                                         | 2 200 m                                                         |
| XM735                      | F1 et L7, M68      | 105 mm       | États-Unis d'Amérique           | 1974                   | obus-flèche              | 1501 m/s               | 1 000 à 1 200 m                                                 | -                                                               |
| M111 “Hetz”                | F1 et L7, M68      | 105 mm       | Israël                          | 1978                   | obus-flèche              | 1455 m/s               | 2 000 m                                                         | -                                                               |
| L64A4                      | F1 et L7, M68      | 105 mm       | Royaume-Uni                     | 1978 ou 1983           | obus-flèche              | 1480-1490 m/s          | 4 000 m                                                         | 4 000 m                                                         |
| OFL 105 F1                 | F1 et L7, M68      | 105 mm       | France                          | 1981                   | obus-flèche              | 1 525 m/s et 1 425 m/s | 4900 m et 4400m                                                 | 5 500 et 5 000 m                                                |
| M413                       | F1 et L7, M68      | 105 mm       | Israël                          | 1987                   | obus-flèche              | 1 495 m/s et 1 455 m/s | >6 000 m                                                        | >6 000 m                                                        |
| OFL 105 G2                 | F1, L7, M68        | 105 mm       | France                          | 1993                   | obus-flèche              | 1 525 m/s et 1 425 m/s | 6 800 m et 6 200 m                                              | 8 400 m et 7 800 m                                              |
| OFL 105 G3                 | F1, L7, M68        | 105 mm       | France                          | -                      | obus-flèche              | 1 490 m/s et 1 460 m/s | 6 200 m et 5 600 m                                              | 7 800 m et 7 200 m                                              |
| XM833                      | F1 et L7, M68      | 105 mm       | États-Unis d'Amérique           | 1980                   | obus-flèche              | 1 494 m/s              | 11 000 m                                                        | 9 100 m                                                         |
| L15A4                      | L11                | 120 mm       | Royaume-Uni                     | 1966                   | obus perforant dépotable | 1 370 m/s              | 914 m                                                           | 914 m                                                           |
| L23A1                      | Royal Ordnance L11 | 120 mm       | Royaume-Uni                     | 1983                   | obus-flèche              | 1547 m/s               | 6 350 m                                                         | 6 300 m                                                         |
| DM 13 (prototype)          | Rh-120 L44         | 120 mm lisse | République fédérale d'Allemagne | 1974                   | obus-flèche              | 1 650 m/s              | 2 500 m                                                         | 3 400 m                                                         |
| OFL 120 G1                 | 120 G1             | 120 mm lisse | France                          | milieu des années 1980 | obus-flèche              | 1 650 m/s              | 8 000 m                                                         | 8 400 m                                                         |
| XM829                      | M256, Rh-120 L44   | 120 mm lisse | États-Unis d'Amérique           | 1980                   | obus-flèche              | 1670 m/s               | 12 700 m                                                        | 10 800 m                                                        |

Notes
1. 1 2 3 4  depuis le canon F1
2. 1 2 3 4  depuis les canons L7 et M68